# Sotto il sole di Amalfi
Sotto il sole di Amalfi è un film del 2022 diretto da Martina Pastori, sequel di Sotto il sole di Riccione.

## Trama
Vincenzo, Camilla, Furio, Irene e Lucio decidono di trascorrere le vacanze ad Amalfi. Un anno dopo il loro incontro a Riccione, l'amore di Vincenzo e Camilla, in attesa di andare a convivere, deve fare i conti con le conseguenze del loro rapporto a distanza. Intanto Furio cerca l'amore, e Nathalie, la coinquilina di Camilla, ha un segreto che la tormenta.

## Promozione
Il trailer del film è stato diffuso il 24 giugno 2022.

## Distribuzione
Il film è stato distribuito sulla piattaforma Netflix dal 13 luglio 2022.